# Paukku
Paukku (tidigare T 15) var en finländsk minläggare som tjänstgjorde under andra världskriget.